# Solaris Vacanza
Solaris Vacanza – rodzina wysokopokładowych autokarów turystycznych produkowanych przez polskie przedsiębiorstwo Solaris Bus & Coach w Bolechowie-Osiedlu. Na serię składają się dwa modele: produkowany w latach 2002–2008 Solaris Vacanza 12 oraz produkowany w latach 2004–2010 Solaris Vacanza 13. 
Zaprezentowany w 2001 r. Solaris Vacanza 12 uzupełnił ofertę producenta o model autokaru turystycznego. W 2003 r. wziął on udział w konkursie o tytuł Autokar Roku 2004, w którym zajął II miejsce. W tym samym roku do oferty weszła II generacja modelu, która obejmowała niewielkie zmiany konstrukcyjne w modelu 12-metrowym, a także poszerzenie gamy o trzyosiowy model Vacanza 13. Rocznie produkowano od kilku od kilkunastu pojazdów, z czego zdecydowana większość trafiła na rynek polski, jedynie kilka egzemplarzy  wyeksportowano do Niemiec, Estonii i na Łotwę. Ponadto w całym okresie produkcji na bazie modelów Vacanza powstało 12 specjalnych ambulansów do poboru krwi. Ostatecznie w związku ze słabnącym zainteresowaniem klientów, produkcję modelu Vacanza zakończono w 2010 r.

## Historia

### Geneza

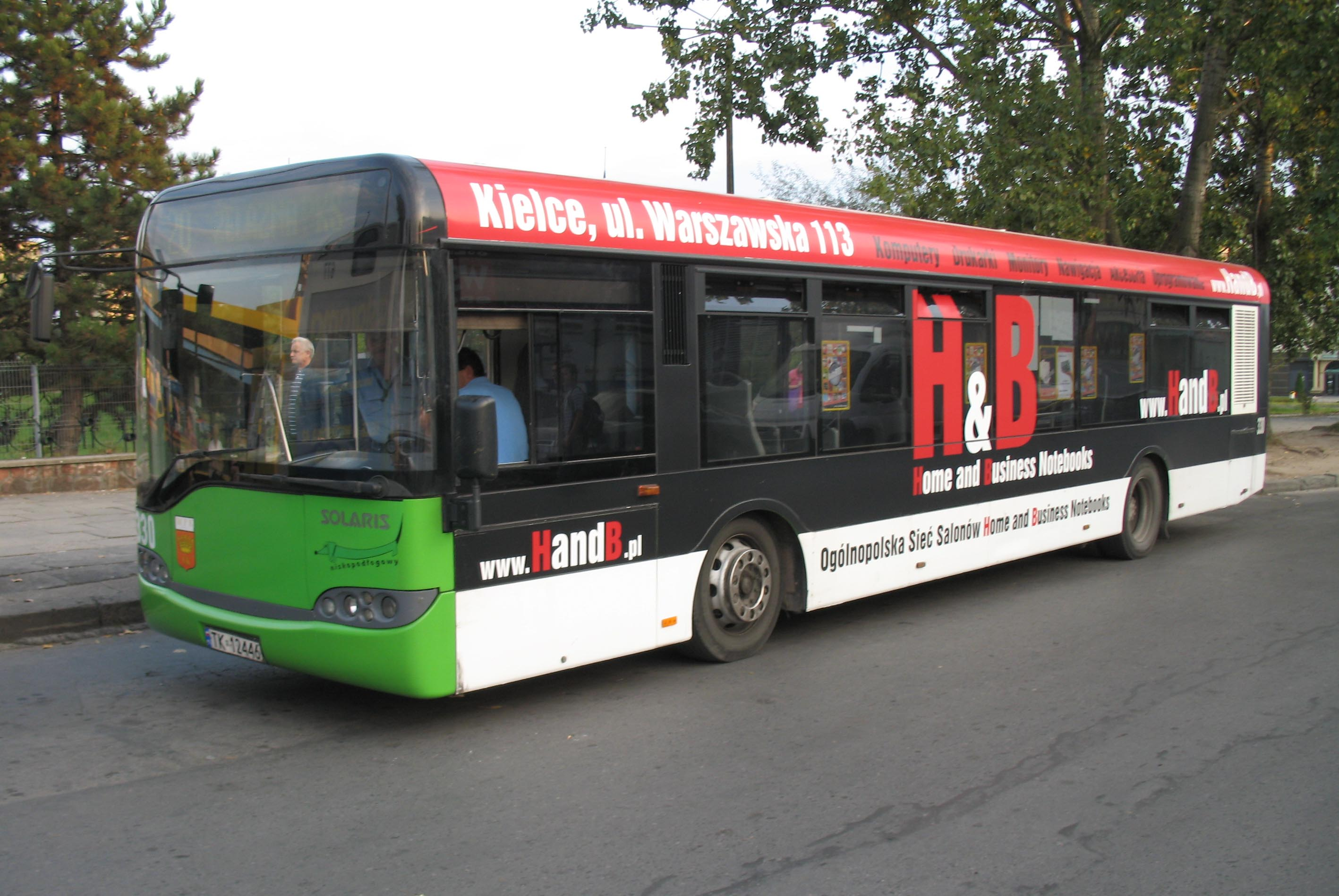
Solaris Urbino 12 I generacji

W 1994 r. Krzysztof Olszewski założył w Bolechowie-Osiedlu koło Poznania spółkę Neoplan Polska. Na potrzeby wygranego przetargu na dostawę 72 niskopodłogowych autobusów miejskich dla MPK Poznań w tym samym roku w Bolechowie rozpoczęto budowę nowej fabryki autobusów, a 22 marca 1996 r. z linii montażowej zjechał pierwszy pojazd. Neoplan Polska produkował modele autobusów miejskich, ale także autokarów na licencji niemieckiego przedsiębiorstwa Neoplan. W zakładzie w Bolechowie-Osiedlu powstawały modele turystyczne z serii Neoplan Transliner (N 316 K, N 316 SHD, N 318 SHD) oraz Neoplan Skyliner (N 122/3). W 1999 r. zaprezentowano model Solaris Urbino 12 – pierwszy autobus miejski z nowej rodziny Solaris Urbino, która szybko stała się najlepiej sprzedawanym autobusem miejskim w Polsce.
 

### I generacja (2001–2003)

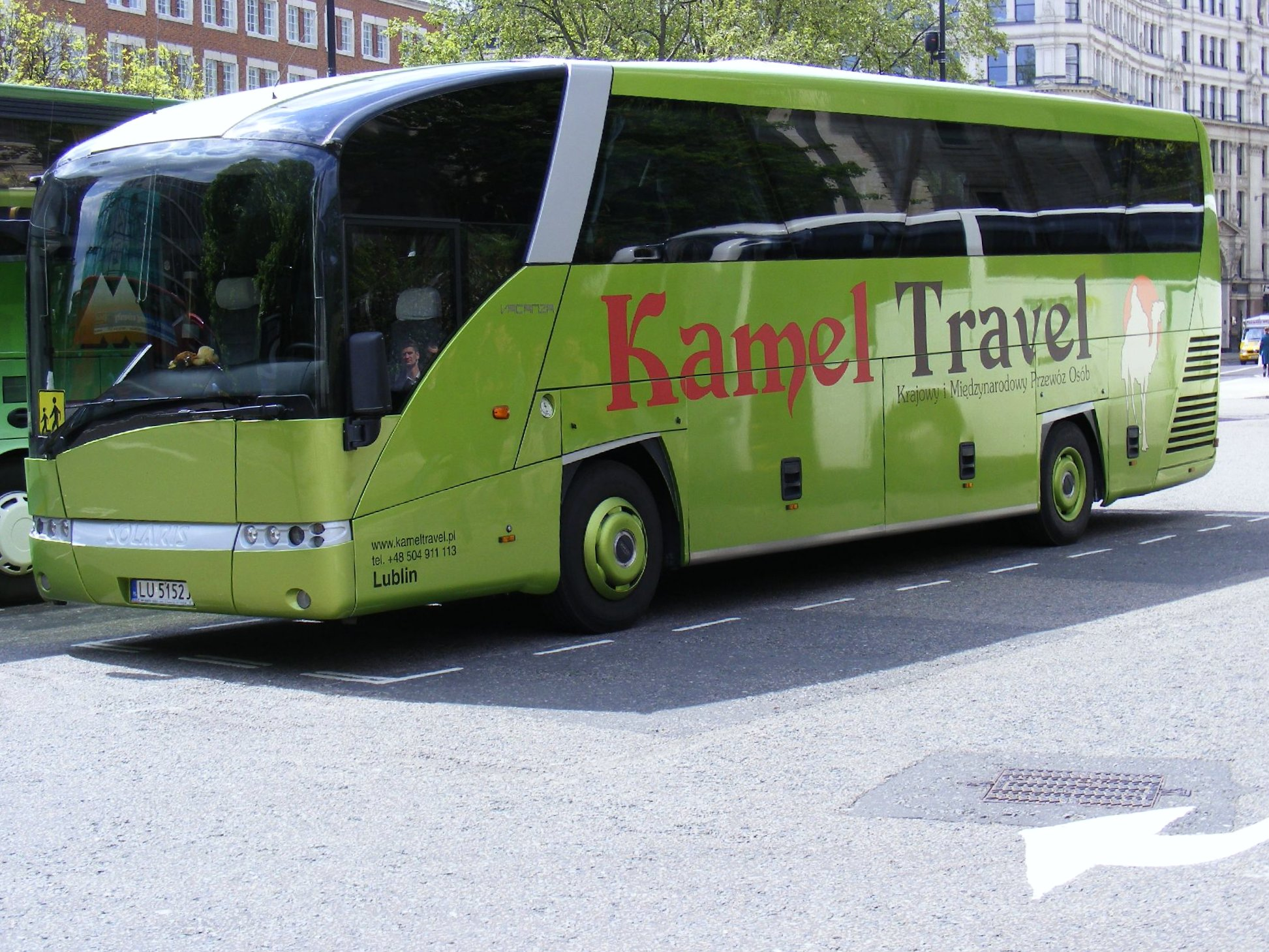
Solaris Vacanza 12 z 2002 r.

W związku z poszerzaniem oferty w ramach nowej na rynku marki Solaris, w październiku 2001 r. na międzynarodowych targach Busworld w Kortrijk zaprezentowano model 12-metrowego wysokopokładowego autokaru turystycznego nazwanego Solaris Vacanza 12. Konstrukcja została od zera opracowana przez biuro konstrukcyjne Solarisa we współpracy ze studiem projektowym IFS Designatelier z Berlina. W pojeździe zastosowano jednostkę napędową DAF zblokowaną ze skrzynią biegów ZF. Uwagę zwracał nowoczesny design autokaru, w tym charakterystyczna asymetryczna linia przedniej szyby, znana z autobusów miejskich z serii Urbino, a także boczne szyby w kształcie trapezów i przypominająca klin bryła pojazdu. W 2001 r. powstały dwa prototypowe egzemplarze Vacanzy 12, które były testowane na torach doświadczalnych m.in. w Polsce, na Słowacji i w Holandii. W 2002 r. ruszyła seryjna produkcja modelu, a pierwszym przewoźnikiem, który zdecydował się na jego zakup było krakowskie przedsiębiorstwo Jarema Bus. W tym samym roku sprzedano jeszcze 7 innych pojazdów tego typu. W 2003 r. Solaris Vacanza znalazł pierwszych dwóch nabywców poza granicami Polski – w czerwcu tego roku jedną sztukę przekazano przedsiębiorstwu Reisebüro Müller z Blieskastel w Niemczech, natomiast drugi egzemplarz zakupił miejski przewoźnik z litewskiego Daugavpils. W lipcu 2003 r. Solaris Vacanza 12 wziął udział w Coach Euro Test 2003 – konkursie o tytuł Autokar Roku 2004. Wśród konkurentów znaleźli się Hispano Divo, Scania Irizar PB, Volvo 9700 oraz MAN Lion’s Star. Test odbył się we włoskim Baveno. Ostatecznie Vacanza zajęła ex aequo drugie miejsce wraz z autokarem Volvo, natomiast pierwsze miejsce przypadło ex aequo autokarom MAN i Scania-Irizar.
 

### II generacja (2003–2010)

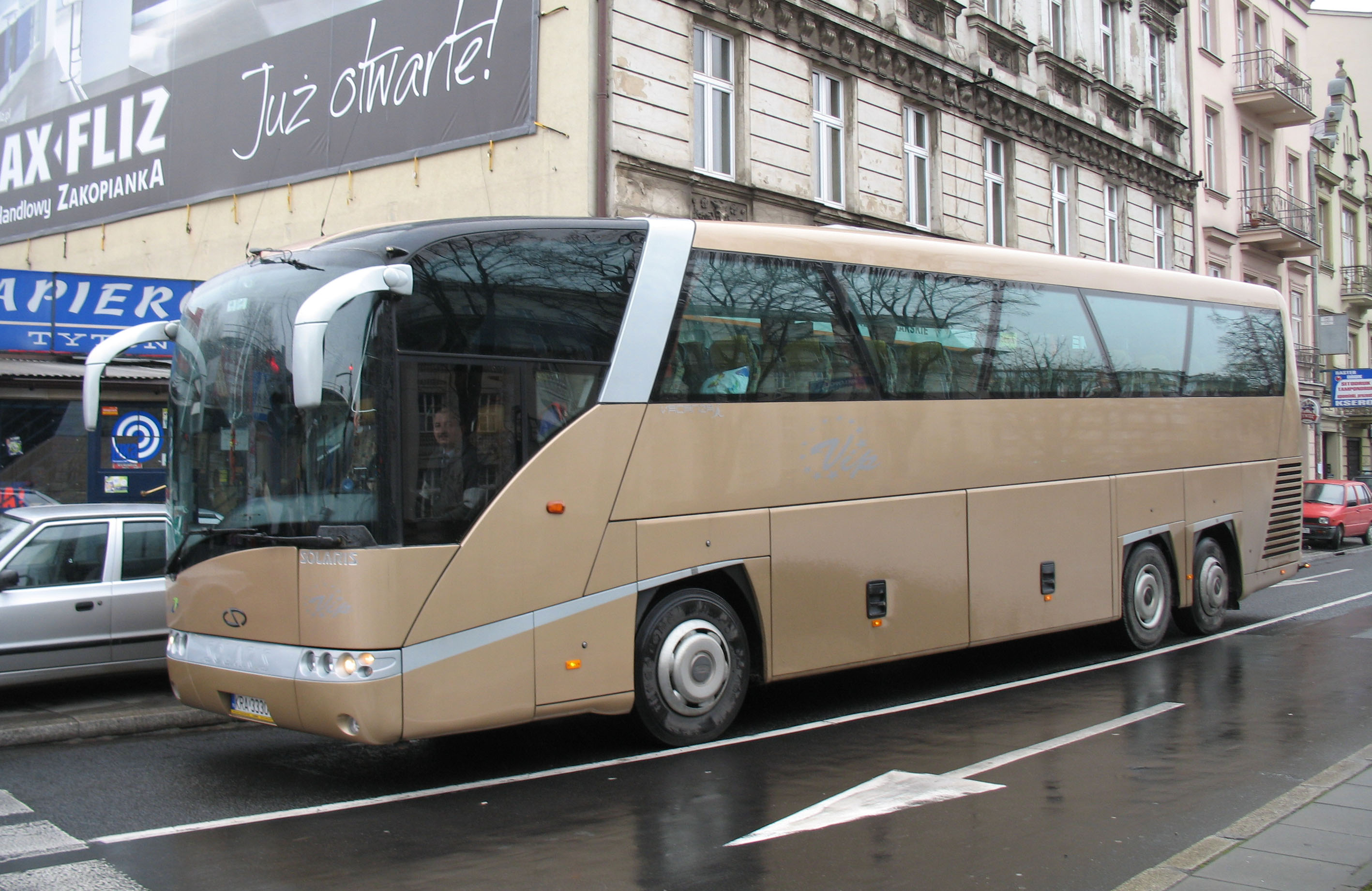
Solaris Vacanza 13 z 2006 r.

W 2003 r. Solaris rozszerzył ofertę autokarów turystycznych o trzyosiowy model Solaris Vacanza 13 o długości 12,9 m. Pierwszy raz szerszej publiczności nowy autokar zaprezentowano podczas targów w  Kortrijk w październiku 2003 r., a w Polsce w grudniu na konferencji prasowej producenta w Warszawie. Jednocześnie, wraz z wprowadzeniem modelu Vacanza 13, drobne zmiany konstrukcyjne przeszedł model 12-metrowy i tym samym do produkcji w 2004 r. weszła jego II generacja. Wśród największych zmian w stosunku do I generacji należy wymienić podniesienie górnej krawędzi przedniej szyby, zastosowanie trzeciej wycieraczki przedniej szyby, zmiana średnicy przednich reflektorów, zmiana układu pokryw bocznych oraz układu schowków w pojeździe, a także inne drobne zmiany w designie zewnętrznym oraz wyposażeniu wnętrza autokarów. Zmieniła się także oferta dostępnych jednostek napędowych i skrzyń biegów. Pierwszymi odbiorcami Vacanzy w przedłużonej wersji było niemieckie przedsiębiorstwo Schmetterling Reisen oraz w Polsce firma Imex z Jastrzębia Zdroju. W planach producenta było rozwinięcie oferty autokarów o model Vacanza 14, jednak ostatecznie do niego nie doszło. Sprzedaż autobusów Solaris Vacanza daleko odbiegała jednak od poziomu produkcji konstrukcji konkurencyjnych, czy też poziomu sprzedaży modeli miejskich z rodziny Urbino. Rocznie fabrykę Solarisa opuszczało przez cały okres produkcji maksymalnie kilkanaście pojazdów, z czego kilka stanowiły specjalne konstrukcje do poboru krwi. Zdecydowana większość autokarów Vacanza trafiała na rynek polski, pojedyncze sztuki zamawiali przewoźnicy z Niemiec, Estonii oraz Łotwy. Pod koniec I dekady XXI zainteresowanie autokarami z tej serii jeszcze spadło, w związku z czym w 2010 r. ostatecznie zostały wycofane z produkcji. W późniejszych latach przedsiębiorstwo Solaris nie wracało już do produkcji autokarów turystycznych.  

### Ambulansy do poboru krwi
W 2002 r. skonstruowano pierwszy ambulans do poboru krwi na zamówienie Regionalnego Centrum Krwiodawstwa i Krwiolecznictwa w Katowicach. Przedsiębiorstwo z Bolechowa już wcześniej zajmowało się produkcją pojazdów specjalnych na bazie autokarów Neoplan – wyprodukowano m.in. autobus do poboru krwi, centrum kosmetyczne dla firmy Oriflame oraz pojazdy do obsługi pasażerów portu lotniczego Warszawa-Okęcie. Autokar do poboru krwi został nagrodzony na targach wynalazczości w Paryżu w 2003 r.. Po 2004 r. kontynuowana była produkcja ambulansów do poboru krwi na bazie autokarów Vacanza 12 i Vacanza 13. W 2004 r. jedna sztuka trafiła do RCKiK w Bydgoszczy, natomiast w 2006 i 2007 r. po dwie zamówiły RCKiK z Warszawy i Poznania. Rok później jeden ambulans na bazie Vacanzy trafił także na Łotwę. W całym okresie produkcji powstało 12 ambulansów do poboru krwi na bazie autokarów Solaris. Po zakończeniu produkcji autokarów serii Vacanza Solaris nie zaprzestał produkcji ambulansów do poboru krwi. W 2018 r. wyprodukowano 2 tego typu pojazdy na bazie autobusu miejskiego Urbino 8,9 LE electric dla RCKiK w Katowicach. 
| Państwo                                        | Odbiorca                       | Rok produkcji | Model      |
| ---------------------------------------------- | ------------------------------ | ------------- | ---------- |
| Polska                                         | RCKiK Katowice                 | 2002          | Vacanza 12 |
| Polska                                         | RCKiK Bydgoszcz                | 2004          | Vacanza 12 |
| Polska                                         | RCKiK Warszawa                 | 2006          | Vacanza 13 |
| Polska                                         | RCKiK Warszawa                 | 2006          | Vacanza 13 |
| Polska                                         | RCKiK Poznań                   | 2007          | Vacanza 12 |
| Polska                                         | RCKiK Katowice                 | 2007          | Vacanza 13 |
| Polska                                         | RCKiK Gdańsk                   | 2007          | Vacanza 13 |
| Polska                                         | RCKiK Katowice                 | 2008          | Vacanza 13 |
| Polska                                         | RCKiK Poznań                   | 2008          | Vacanza 12 |
| Polska                                         | RCKiK Bydgoszcz                | 2008          | Vacanza 12 |
| Polska                                         | RCKiK Racibórz                 | 2009          | Vacanza 13 |
| Łotwa                                          | Valsts Asinsdonoru Centrs Riga | 2007          | Vacanza 12 |
| Łącznie: 6 szt. Vacanza 12 i 6 szt. Vacanza 13 |                                |               |            |

## Konstrukcja

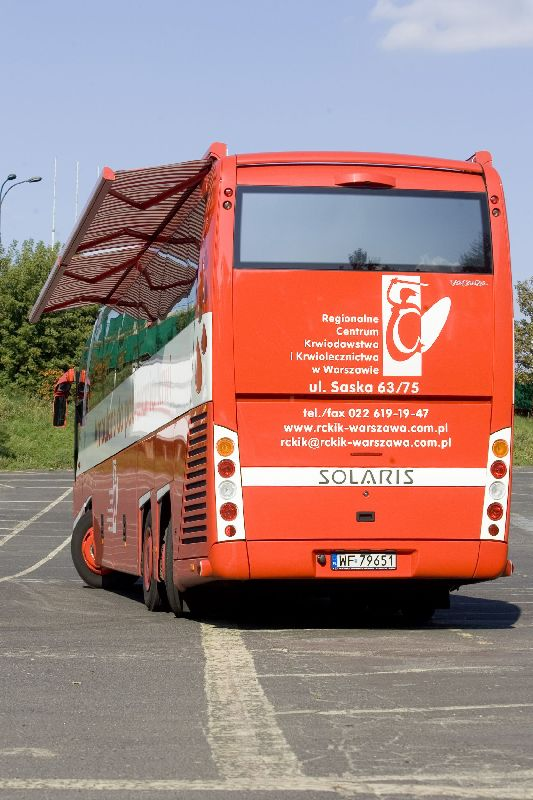
Widok na tył autokaru

|                             |                  | Solaris Vacanza 12                                                                                                | Solaris Vacanza 13                    |
| Dane podstawowe:            | Dane podstawowe: | Dane podstawowe:                                                                                                  | Dane podstawowe:                      |
| --------------------------- | ---------------- | --- | ------------------------------------- |
| Długość                     | [mm]             | 12 000 | 12 900                                |
| Szerokość                   | [mm]             | 2550 | 2550                                  |
| Wysokość                    | [mm]             | 3830 | 3860                                  |
| Rozstaw osi                 | [mm]             | 6050 | 6180 / 1500                           |
| Zwis przedni                | [mm]             | 2600 / 3350 | 2600 / 2620                           |
| Średnica zawracania         | [mm]             | 21000 | 22000                                 |
| Dopuszczalna masa całkowita | [kg]             | 18 000 | 24 000                                |
| Układ napędowy              |                  | |                                       |
| Silnik                      |                  | DAF XE 250C, 1600 Nm, 250 kW (340 KM) DAF XE 280C, 1750 Nm, 280 kW (380 KM) DAF XE 315C, 1950 Nm, 315 kW (428 KM) | DAF XE 315C, 1950 Nm, 315 kW (428 KM) |
| Skrzynia biegów             |                  | ZF 6S1600 ZF AS TRONIC ZF 8S180                                                                                   | ZF 8S180                              |
| Ogumienie                   |                  | 295/80 R 22.5 | 295/80 R 22.5                         |
| Zbiornik paliwa             | [l]              | 500 |                                       |
| Nadwozie                    |                  | |                                       |
| Układ drzwi                 |                  | 1-1-0 | 1-1-0                                 |
| Liczba miejsc siedzących    |                  | maks. 49+1+1 | maks. 53+1+1                          |
| Pojemność bagażników        | [m³]             | 9,1 |                                       |

1. 1 2 3 4  Tylko dla I gen.

### Nadwozie i wnętrze
Solaris Vacanza, w zależności od modelu, jest dwu- lub trzyosiowym wysokopokładowym autokarem turystycznym o długości 12 000 lub 12 900 mm. Konstrukcja nadwozia autokarów z serii Vacanza jest modułowa, co umożliwiło stworzenie na podstawie modelu 12-metrowego wersji 13-metrowej, a także ewentualnych dłuższych wersji pojazdu. Solaris Vacanza jest konstrukcją samonośną. Zastosowano zawieszenie pneumatyczne oraz niezależne zawieszenie osi przedniej. W Vacanzie 12 przednia oś jest skrętna, a tylna – napędowa, natomiast w Vacanzie 13 przednia i tylna oś są skrętne, oś środkowa pełni rolę osi napędowej. Autokary wyposażone są w retarder, a także systemy ABS i ASR. Konstrukcja nadwozia została wykonana ze stali nierdzewnej i spełnia europejskie normy dotyczące bezpieczeństwa autokarów obowiązujące w chwili powstawania modelu, co zostało potwierdzone przez testy autokaru na torze DAF w Holandii. 
Design zewnętrzny autokarów opracowało studio IFS Designatelier z Berlina. Szczególnym elementem charakterystycznym była asymetryczna przednia szyba, znana z autobusów miejskich Solaris Urbino, poprawiająca widoczność kierowcy przy podjeżdżaniu do krawężnika. Boczną ścianę zaprojektowano w kształt klina z opływowym przejściem dachu w ścianę przednią (z oszkleniem części dachu w przedniej części autokaru) oraz bocznymi szybami w kształcie trapezów. Wejście na pokład umożliwiają dwie pary drzwi w układzie 1-1-0 o szerokości 550–600 mm. Na pokładzie Vacanzy 12 w wersji trzygwiazdkowej znajduje się 49 miejsc dla pasażerów, a w wersji czterogwiazdkowej – 44 miejsca. Vacanza 13 mieści z kolei standardowo o 1 rząd miejsc siedzących więcej (odpowiednio 53 i 48 miejsc). Autokary są wyposażone w toaletę na pokładzie (przy drugich drzwiach), zestaw audio-wideo, klimatyzację, indywidualne nawiewy i lampki, a także barek. Pod pokładem znajduje się przestrzeń bagażowa – w Vacanzie 12 o pojemności 9,1 m³.

### Układ napędowy
Jednostkami napędowymi wykorzystywanymi w autokarach Solaris Vacanza były silniki DAF spełniające normę emisji spalin Euro 3, a później Euro 4. W I generacji klienci mieli wybór pomiędzy trzema jednostkami napędowymi: XE 250C (o mocy 250 kW = 340 KM), XE 280C (o mocy 280 kW = 380 KM) oraz XE 315C (o mocy 315 kW = 428 KM), natomiast w autokarach II generacji stosowano jedynie silniki typu XE 315C. Za przeniesienie napędu odpowiadała skrzynia biegów produkcji ZF typu: AS-TRONIC, 6S1600 lub 8S180, przy czym w autokarach II generacji stosowano tylko tę ostatnią opcję. Solaris Vacanza wyróżniał się stosunkowo niewielkim zużyciem paliwa jak na autokar tej klasy. 
| Parametr                                       | Parametr                    | Solaris Vacanza 12           | Scania Irizar PB                |
| ---------------------------------------------- | --------------------------- | ---------------------------- | ------------------------------- |
| Długość                                        | Długość                     | 12 000 mm                    | 12 000 mm                       |
| Szerokość                                      | Szerokość                   | 2550 mm                      | 2550 mm                         |
| Wysokość                                       | Wysokość                    | 3830 mm                      | 3651 mm                         |
| Masa własna                                    | Masa własna                 | 12 900 – 14 400 kg           | 14 370 kg                       |
| Dopuszczalna masa całkowita                    | Dopuszczalna masa całkowita | 18 000 kg                    | 18 000 kg                       |
| Silnik                                         | Silnik                      | DAF XE 315C, 315 kW, 1950 Nm | Scania DC12.01, 309 kW, 2000 Nm |
| Skrzynia biegów                                | Skrzynia biegów             | ZF 8S180                     | Scania GR801R                   |
| Przyspieszenie                                 | 0–50 km/h                   | 10,39 s                      | 16,48 s                         |
| Przyspieszenie                                 | 0–80 km/h                   | 24,09 s                      | 30,59 s                         |
| Przyspieszenie                                 | 0–100 km/h                  | 36,92 s                      | 41,6 s                          |
| Zużycie paliwa przy stałej prędkości (/100 km) | 60 km/h                     | 13,87 l                      | 12,26 l                         |
| Zużycie paliwa przy stałej prędkości (/100 km) | 80 km/h                     | 17,96 l                      | 16,82 l                         |
| Zużycie paliwa przy stałej prędkości (/100 km) | 100 km/h                    | 21,97 l                      | 21,49 l                         |
| Opór aerodynamiczny przy prędkości             | 80 km/h                     | 193,79 kg                    | 172,43 kg                       |
| Opór aerodynamiczny przy prędkości             | 100 km/h                    | 248,53 kg                    | 209,4 kg                        |
| Wymagana moc do osiągnięcia                    | 80 km/h                     | 42,26 kW                     | 37,6 kW                         |
| Wymagana moc do osiągnięcia                    | 100 km/h                    | 67,75 kW                     | 57,08 kW                        |